# Clemencia (kommun)
Clemencia är en kommun i Colombia.   Den ligger i departementet Bolívar, i den norra delen av landet, 700 km norr om huvudstaden Bogotá. Antalet invånare är 11 714.